# Potash Corp
Potash Corporation of Saskatchewan, kallades Potash Corp; marknadsfördes som PostashCorp, var ett kanadensiskt företag inom kemisk industri och jordbruk. Det var världens största producent av pottaska och världens tredje största producent av fosfat och kväve. År 2013 var företaget också världens största producent av konstgödsel efter marknadsvärde.
Företaget grundades 1975 av Saskatchewans provinsregering. År 1989 blev Potash Corp privatiserad. I september 2016 var det tal om att Agrium och Potash Corp skulle bli fusionerade med varandra. Det blev officiellt den 1 januari 2018 när de två blev Nutrien.